# Académies royales de Suède

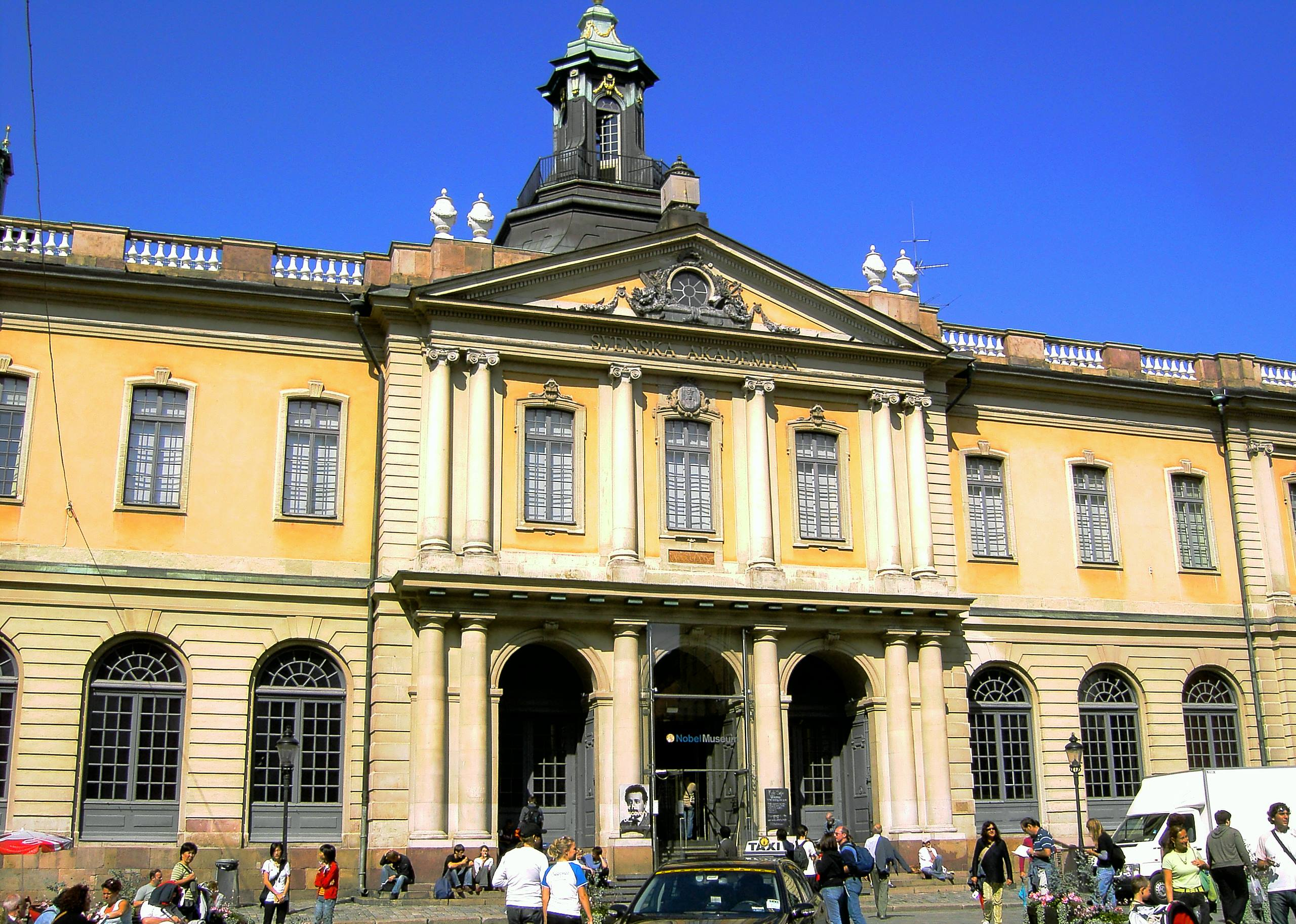
Le Börshuset, abritant, entre autres, le musée Nobel et l'Académie suédoise avec la bibliothèque Nobel.

Les académies royales de Suède sont des organismes indépendants, créés à la demande des rois, et qui visent à encourager le développement des arts, de la culture et de la science en Suède. L'Académie royale des sciences de Suède et l'académie suédoise désignent tous les ans les lauréats des différents prix Nobel en physique, chimie et littérature, ainsi que le « prix Nobel » d'économie. Certaines des académies royales ont reçu ultérieurement ce statut.

## Arts et culture
- Académie suédoise (Svenska Akademien)
- Académie royale des arts de Suède (Kungl. Akademien för de Fria konsterna)
- Académie royale suédoise de musique (Kungl. Musikaliska Akademien)
- Académie royale suédoise des belles-lettres, d'histoire et des antiquités (Kungl. Vitterhets-, Historie- och Antikvitetsakademien)

## Sciences
- Académie royale des sciences de Suède (Kungl. Vetenskapsakademien)
- Académie royale des sciences de l'ingénieur de Suède (Kungl. Ingenjörsvetenskapsakademien)
- Académie royale de l'agriculture et de la sylviculture de Suède (Kungl. Skogs- och Lantbruksakademien)

## Académies militaires
- Académie royale des sciences de la guerre de Suède (Kungl. Krigsvetenskapsakademien)
- Académie royale des sciences navales de Suède (Kungl. Örlogsmannasällskapet)

## Sociétés promues royales après leur création
- Société royale des sciences d'Uppsala (Kungl. Vetenskapssocieteten i Uppsala)
- Société royale physiographique à Lund (en) (Kungl. Fysiografiska Sällskapet i Lund)
- Société royale des sciences et des lettres à Göteborg (en) (Kungl. Vetenskaps- och Vitterhetssamhället i Göteborg)
- Société royale Skytte (en) à Umeå (Kungliga Skytteanska Samfundet)
- Société royale Gustave Adolphe (en) à Uppsala (Kungl. Gustav Adolfs Akademien)
- Royal Society of the Humanities (en) at Uppsala (Kungl. Humanistiska Vetenskaps-Samfundet i Uppsala), 1889
- Royal Society of Arts and Sciences of Uppsala (en) (Kungl. Vetenskapssamhället i Uppsala), 1954